# Buslijn 119 (Amsterdam-Landsmeer)
Buslijn 119 is een buslijn van EBS die metrostation Noord in Amsterdam-Noord met Landsmeer verbindt. De geschiedenis van de lijn gaat terug tot 1921 en begon bij Evert van der Does & Zonen als lijn 1.  

## Geschiedenis

### Lijn 1
In 1921 werd door de pionier zakenman Evert van der Does een busdienst ingesteld tussen Landsmeer, Kadoelen en Amsterdam-Noord. Tot dan toe was het een moeizame aangelegenheid om van het Eierdorp in Amsterdam te geraken. Hij kocht een bus en zat zelf achter het stuur. Op de dinsdagse veemarkt op de Koemarkt werd ook naar Purmerend gereden. Het bedrijf waar inmiddels ook zijn zonen werkzaam waren werd Evert van der Does & Zonen en ging op in de Noord-Hollandse streekvervoerder Enhabo. In 1953 werd een nieuwe lijn 2 ingesteld naar Oostzaan en Zaandam die tussen Kadoelen en het Tolhuis dezelfde route reed.
Aan het Tolhuis was lijn 1 exploitatief gekoppeld aan lijn 4 naar Zaandam en Krommenie. Het traject van Landsmeer via Purmerland naar Purmerend werd, met een beperkte dienst, ook op andere dagen gereden dan dinsdag maar werd wel onder het lijnnummer 1 maar als aparte dienst geëxploiteerd in aansluiting op lijn 1 uit Amsterdam.    
Behalve enkele routewijziging in Landsmeer naar nieuwe wijken waar het eindpunt uiteindelijk in de Vogelwikkestraat kwam, bleef de lijn tot 22 november 1970 vrijwel ongewijzigd.
Op 22 november 1970 werd lijn 1 samen met lijn 2 vanaf het Mosplein via de IJtunnel doorgetrokken naar het stationsplein. Beide lijnen werden hierbij opengesteld voor stadsvervoer. Buiten de spitsuren werden de lijnen 1 en 2 verlegd via Banne Buiksloot ter vervanging van GVB lijn 34 die in een Enhabo spitslijn werd omgezet. De reden hiervan was dat de gemeente Amsterdam 80% van de aandelen van de Enhabo had overgenomen en op deze manier efficiënter kon werken door het streekvervoer in te schakelen voor het verzorgen van stadsvervoer. 
Het werd echter geen succes omdat de bewoners van de Banne met volle bussen te maken kregen, en de doorgaande reizigers een heel stuk moesten omrijden. Op zaterdag bleek de capaciteit veel te gering en werden door het GVB extra bussen op lijn 34 ingezet. Na een jaar werd deze constructie weer ongedaan gemaakt en werd lijn 34 weer een volwaardige GVB lijn. Lijn 1 en 2 kregen weer hun oude route via de Metaalbewerkersweg en de Stoombootweg.   
In 1976 werd in opdracht van minister Tjerk Westerterp de frequentie in de avonduren en op zondag (net als bij lijn 2) teruggbracht tot een uurdienst. De chauffeurs van de Enhabo gingen hier niet mee akkoord en voerden actie waarna de halfuurdienst terugkeerde.

### Lijnen 91, 93 en 90
Op 24 mei 1982 werd lijn 1 vernummerd in lijn 91 in het kader van de ophoging van de lijnnummers bij de Enhabo met 90 om doublures met het GVB te voorkomen. Tevens reed een deel van de diensten onder het lijnnummer 93 door naar het Twiske die dan in Landsmeer rechtstreeks reden. De beperkte dienst naar Purmerend kreeg het lijnnummer 90. Later verviel lijn 93 weer en reed van lijn 91 alleen bij mooi weer in de zomer, op bepaalde dagen een aantal diensten door naar het Twiske.    
In april 1991 werd lijn 91 een NZH lijn omdat de onder curatele staande Enhabo, er liep een surseance van betaling, was overgenomen door de NZH.

### Lijn 171/172
Nadat al een jaar lijn 91 exploitatief was gekoppeld met lijn 171/172 werd in mei 1998 lijn 91 opgeheven en werd lijn 171/172 doorgetrokken van het Centraal Station naar Landsmeer waarmee een doorgaande lijn Kudelstaart - Landsmeer ontstond. Een gehele rit duurde meer dan anderhalf uur maar veel doorgaande reizigers waren er niet. Wel ontstond voor Landsmeer en Amsterdam Noord een directe verbinding met het centrum van Amsterdam. In 1999 werd lijn 171/172 een Connexxionlijn. Later werd lijn 171 ingekort tot Amstelveen en reed de lijn alleen als lijn 172. Lijn 90 bleef bestaan.

### Lijnen 173 en 93
In december 2005 verloor Connexxion de concessie Landsmeer aan Arriva en werd lijn 172 geknipt op het Centraal Station. Voortaan reed Arriva lijn 173 naar Landsmeer en lijn 93 naar Purmerend. Lijn 93 reed in Landsmeer de route van de ingekorte GVB lijn 29. Lijn 173 reed echter niet meer via de Kadoelenweg maar er werd via de Vorticellaweg en IJdoornlaan langs het Boven IJ Ziekenhuis in de Banne gereden waarmee Landsmeer een rechtstreekse verbinding kreeg.

### Lijnen 125/225 en 124
In december 2011 verloor Arriva de concessie Landsmeer weer aan EBS waarbij lijn 173 werd vernumerd in lijn 125, in de spitsuren aangevuld met lijn 225. Lijn 93 werd vernummerd in lijn 124.

### Lijnen 319, 122 en 125

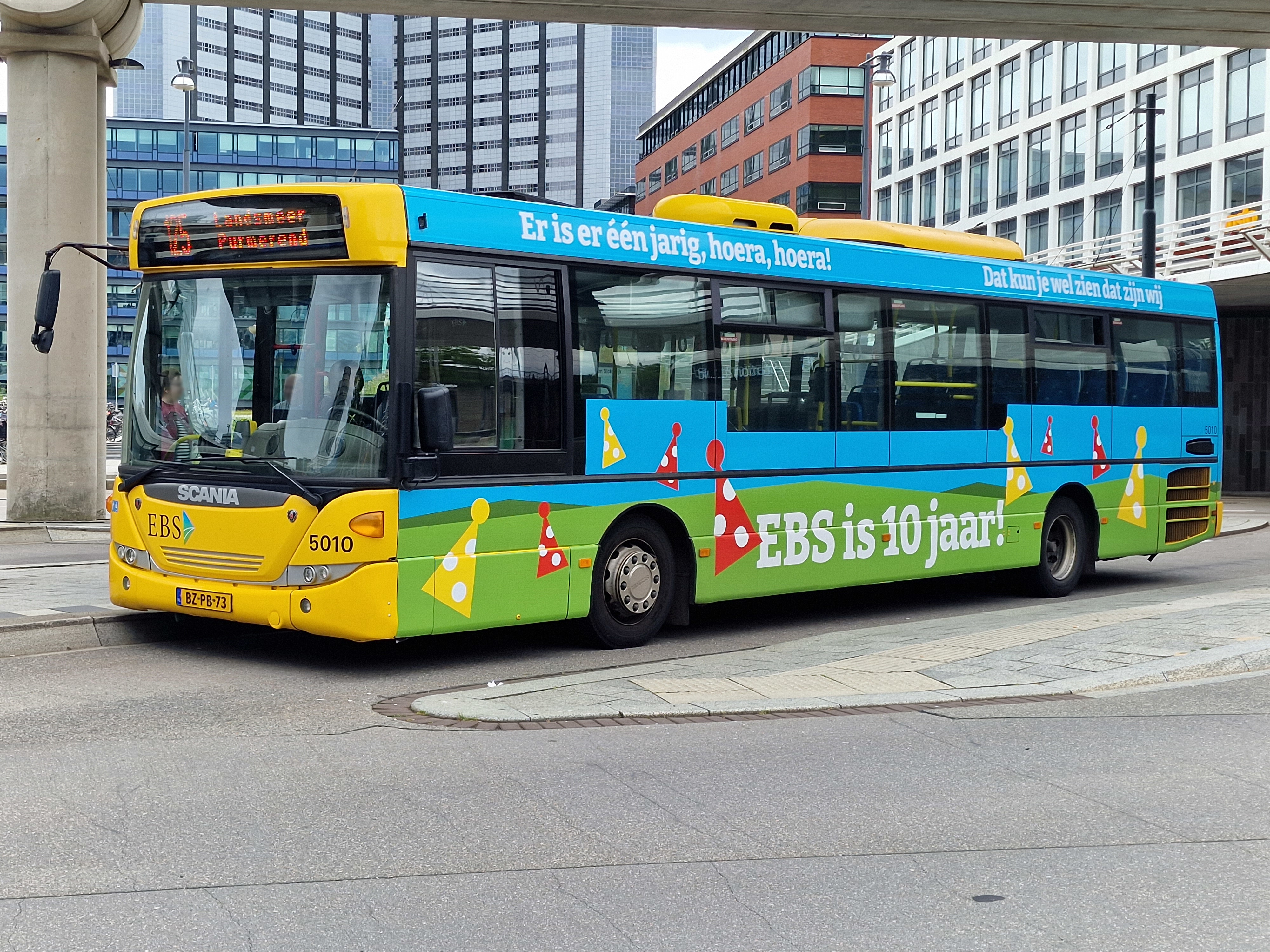
Scania 5010 op lijn 125 op Sloterdijk in 2022

Op 17 augustus 2014 werd lijn 125 opgewaardeerd tot R-net lijn 319 en kreeg een snellere route en een hogere frequente waarbij behalve in de avonduren niet meer via het Buikslotermeerplein wordt gereden. Lijn 225 werd door de uitbreiding overbodig en werd opgeheven 
Lijn 124 werd vernummerd in lijn 125 en ingekort tot het traject Landsmeer-Buikslotermeerplein en in frequentie verlaagd. Het gedeelte tussen Purmerend en Landsmeer werd aanvankelijk gereden als lijn 122 maar tegenwoordig als lijn 125.
Op 22 juli 2018 bij de ingebruikname van de Noord/Zuidlijn werd lijn 319 ingekort tot het metrostation Noord en werd lijn 125 verlegd naar Station Amsterdam Sloterdijk en in Purmerend doorgetrokken naar Overwhere. Sinds de dienstregeling 2020 rijdt de lijn door geheel Weidevenne naar de Neckerbrug en vandaar naar Overwhere. Sinds 2022 is de lijn weer ingekort tot het Tramplein.

### Lijnen 119, 219 en N19
Op 10 december 2023 verviel de R-net status en werd de lijn omgenummerd in streekbuslijn 119 en snelbuslijn 219. Laatstgenoemde lijn werd echter tijdelijk opgeheven per 8 januari 2024 vanwege personeelstekort. Op 20 oktober 2024 is deze opheffing definitief geworden.
Er bestaat ook een nachtbus die van Amsterdam Centraal naar Landsmeer, Oostzaan en Zaandam rijdt. Deze rijdt als lijn N19.

### Lijn 103
Op 10 december 2023 werd lijn 125 vernummerd in lijn 103 en vanaf Purmerend doorgetrokken naar Monnickendam.

## Trivia
De huidige R-net lijn 391 van EBS is een geheel andere lijn dan de oude lijn 91 en in december 2005 als een nieuwe lijn 91 door Connexxion ingesteld tussen Amsterdam en Zaandam.